# Rhipidia neorhasma
Rhipidia neorhasma är en tvåvingeart som först beskrevs av Alexander 1978.  Rhipidia neorhasma ingår i släktet Rhipidia och familjen småharkrankar.
Artens utbredningsområde är Bolivia. Inga underarter finns listade i Catalogue of Life.